# Марк Дегріз
Марк Дегріз (фр. Marc Degryse, нар. 4 вересня 1965, Руселаре) — колишній бельгійський футболіст, що грав на позиції нападника. Відомий, зокрема, виступами за «Андерлехт», «Брюгге», а також національну збірну Бельгії.

## Біографія
Народившись в Руселаре, Західна Фландрія, Марк Деґріз почав грати у Чемпіонаті Бельгії в 1884 році. Він стабільно успішно виступав у складах «Брюгге» та «Андерлехт», перейшовши до останнього за рекордні €2.250.000. За цей час він п'ять разів ставав чемпіоном країни, з них тричі підряд.
Влітку 1995 року Марк перейшов до «Шеффілд Венсдей» за £1.500.000, проте покинув команду. Він провів у команді лише один сезон, не зважаючи на те, що був для «Венсдей» значимим гравцем, який допоміг клубу виграти битву за виживання та залишитися в еліті, завершивши сезон на 15-му місці. 
Наступні два сезони нападник провів у нідерландському ПСВ, часто страждаючи через травми. Марк Деґріз завершив кар'єру у 2002 році, перед тим встигнувши пограти за бельгійські «Гент» та «Жерміналь Беєрсхот».

## Титули і досягнення
«Брюгге»
- Чемпіонат Бельгії
  - Чемпіон (1): 1987-88
- Кубок Бельгії
  - Володар (1): 1985-86
- Суперкубок Бельгії
  - Володар (2): 1986, 1988

 «Андерлехт»
- Чемпіонат Бельгії
  - Чемпіон (4): 1990-91, 1992-93, 1993-94, 1994-95
- Кубок Бельгії
  - Володар (1): 1993-94
- Суперкубок Бельгії
  - Володар (2): 1993, 1995
- Кубок володарів кубків
  - Фіналіст (1): 1989–90

 ПСВ
- Чемпіонат Нідерландів
  - Чемпіон (1): 1996–97
- Суперкубок Нідерландів
  - Володар (2): 1996, 1997